# Chiloschista glandulosa
Chiloschista glandulosa är en orkidéart som beskrevs av Ethelbert Blatter och Mccann. Chiloschista glandulosa ingår i släktet Chiloschista och familjen orkidéer. Inga underarter finns listade i Catalogue of Life.